# Vilhelm
Vilhelm je moško osebno ime.

## Izvor imena
Ime Vilhelm je različica moškega osebnega imena Viljem.

## Pogostost imena
Po podatkih Statističnega urada Republike Slovenije je bilo na dan 31. decembra 2007 v Sloveniji število moških oseb z imenom Vilhelm: 15.

## Osebni praznik
Osebe z imenom Vilhelm lahko godujejo takrat kot Viljem.